# Kaiser Special e Custom
La Special è un'autovettura mid-size prodotta dalla Kaiser-Frazer dal 1946 al 1951. La sua versione meglio accessoriata, la Custom, fu invece in produzione dal 1947 al 1948.

## Storia
La Special fu lanciata nell'agosto del 1946 per il model year 1947. Il modello era caratterizzato da un parabrezza diviso in due parti. Nel settembre del 1947 fu introdotta la Special, cioè la sua versione più lussuosa. In particolare, la Special era caratterizzata da pneumatici con parete laterale bianca, più cromature all'interno e all'esterno, un cruscotto più lussuoso e dei sedili migliori.
Nel 1948 i cambiamenti furono minori. Furono eseguite modifiche marginali alla calandra ed al paraurti. Al motore fu aumentato il rapporto di compressione (senza però un miglioramento delle prestazioni) e vennero allargati gli pneumatici. A metà del 1948 fu offerta, a richiesta e con sovrapprezzo, una versione del motore base che era caratterizzata dalla presenza di due carburatori e che erogava 112 CV.
Nel 1949 fu aggiornata la linea. Furono modificate la calandra, le portiere, il cofano ed il bagagliaio. Nel 1950 fu invece operato un leggero facelift.

## Caratteristiche tecniche
Il modello aveva installato un motore a sei cilindri in linea e valvole laterali da 3.707 cm³ di cilindrata che erogava 100 CV di potenza. Quest'ultima, nel 1951, crebbe a 115 CV grazie all'installazione di due carburatori. La frizione era monodisco a secco, mentre il cambio era manuale a tre rapporti con leva sul piantone dello sterzo. La trazione era posteriore. Su richiesta, era disponibile l'overdrive. Le sospensioni anteriori erano a doppi bracci trasversali con molle elicoidali e barra stabilizzatrice, mentre quelle posteriori erano a balestra. Erano inoltre montati ammortizzatori telescopici. I freni erano idraulici a tamburo. Il telaio era scatolato.